# ヴィンス・ギル
ヴィンス・ギル（Vince Gill、1957年4月12日 - ）は、アメリカ合衆国のカントリー・ミュージックのシンガーソングライター、マルチプレイヤー。
1970年代カントリーロック・バンドのピュア・プレイリー・リーグのフロントマンとして、商業的成功と名声を得る。
1983年にソロ活動を始め、歌手としてもミュージシャンとしても才能を開花させ、ゲスト歌手やデュエットの相手として声がかかる。ギルは20枚以上のアルバムを発表し、『ビルボード』誌のカントリー・チャートには40曲以上のシングルがランクインし、アルバムの総売り上げは2,200万枚を越える。
カントリーミュージック協会主催のCMAアワードに、2回の最高賞エンターテイナー・オブ・ザ・イヤーと5回の男性ボーカリスト賞を含む計18回入賞している。また、男性カントリー歌手で最高の20回グラミー賞を受賞している。
2007年、カントリー・ミュージック殿堂入りを果たした。

## 生い立ち
ヴィンセント・グラント・ギル（愛称ヴィンス）はオクラホマ州ノーマン生まれ。弁護士で行政法裁判官の父ジェイ・スタンリー・ギルはカントリー・ミュージック・バンドで演奏しており、ギルが音楽業界に進むことを奨励した。ギルはオクラホマシティの北西クラッセン高等学校に進む前に、父のおかげで既にバンジョーやギターなどいくつかの楽器を演奏できるようになっていた。1970年代後期10代の頃ブルーグラス・レヴューズというバンドで活動したのが本格的な活動の始まりとなった。このバンドの他のメンバーはバンジョーのビリー・ペリー、マンドリンのボビー・クラーク、ベースのマイク・ペリーである。
高校時代、ピュア・プレイリー・リーグ、キッスの前座をやったことのあるブルーグラス・バンドのマウンテン・スモークで活動していた。卒業後はリッキー・スキャッグスのバンドであるボーン・クリークやバイロン・バーリン・アンド・サンダンスなど多くのブルーグラスのバンドで活動。後にロドニー・クロウェルのバンド、ザ・チェリー・ボムズのメンバーとなった。

## 経歴
1979年、カントリーロック・バンドのピュア・プレイリー・リーグのアルバム『Can't Hold Back』にて全米デビューすることとなった。ギルは彼らのヒット曲「Let Me Love You Tonight」でリード・ボーカリストを務めた。
マーク・ノップラーは自身のバンド、ダイアー・ストレイツにギルを誘ったがギルは断った。しかし、ダイアー・ストレイツのアルバム『オン・エヴリー・ストリート』ではバックコーラスで参加している。
ドートリーの第2弾アルバム『Leave This Town』の「Tennessee Line」でもバックコーラスで参加。
1991年よりラジオ番組『グランド・オール・オープリー』のメンバーである。
2010年11月10日のCMAアワードに出演。
ルイス・ブラックのスタンダップ・コメディを扱った映画『Stark Raving Black』の中で、ギルと妻のエイミー・グラントが出演したトニー・ラルーサの動物救助財団の慈善コンサートをネタに長々とジョークを語った。
ジョー・ボナマッサの『Dust Bowl』でコラボレートしている。
2011年7月、NPRのクイズ番組『Wait Wait... Don't Tell Me!』にゲスト出演。
2012年2月23日、23年間所属したMCAナッシュビルを離れたことを発表。
2012年4月14日、ボニー・タイラーのアルバム『Rocks & Honey』に収録されるデュエット「What You Need From Me」が完成。
2012年6月、ブルーグラスの曲のみでコンサート・ツアーを行なうことを発表。
2012年9月6日、ハリウッド・ウォーク・オブ・フェームで2,478個目の星を受けた。
2012年10月15日、ケリー・クラークソンの初のベスト・アルバム『Greatest Hits: Chapter One』に収録される「Don't Rush」にバックコーラスで参加することが発表された。2012年11月1日のCMAアワードで初披露された。
2012年、カントリー・スウィング・グループのタイム・ジャンパーズに参加し、同名のCDが発売された。
2013年3月16日、ロンドンで行なわれるフェスティバル「C2C: Country to Country」に出演。
2017年、ギルはグレン・フライの没後、イーグルスに加入した。リード・ギタリストを務めるほか、リズム・ギターやバックコーラスを臨機応変に担当。グレン・フライの代役としてリード・ボーカルを担当することも多い。

## プライベート
1980年、カントリー姉妹デュオのスウィートハーツ・オブ・ザ・ロデオのジャニス・オリヴァーと結婚し、1982年5月5日、娘ジェニファー・ジェリーン・ギルが生まれた。ギルはジャニスのバンドのコンサートに時々サウンド・ミキサーとして参加した。1990年代半ば、ギルとジャニスは別居し、1998年6月、最終的に離婚。2000年3月、クリスチャン・ポップ歌手のエイミー・グラントと再婚。2001年3月12日、娘コリナ・グラント・ギルが生まれた、コリナは母の姓グラントと父の姓ギルを受け継いでいる。
ギルとエイミーはナッシュビル・プレデターズのファンでシーズン・チケットを持っており、客席にいる所をしばしば大型スクリーンに映し出される。2007年のプレイオフで2人は国歌を歌った。
ギル自身は大学に進学したことがないが、オクラホマ大学フットボール・チームの大ファンである。また彼はテネシー州ナッシュビルのベルモント大学の男子バスケットボールの試合のほとんどに観戦に行っている。
ギルは熱心なゴルファーでもあり、ハンディキャップは1か2である。

## ディスコグラフィ

### スタジオ・アルバム
- The Things That Matter (1985年)
- 『ザ・ウェイ・バック・ホーム』 - The Way Back Home (1987年)
- When I Call Your Name (1989年)
- 『ポケット・フル・オブ・ゴールド』 - Pocket Full of Gold (1991年)
- 『アイ・スティル・ビリーヴ・イン・ユー』 - I Still Believe in You (1992年)
- Let There Be Peace on Earth (1993年)
- 『ホェン・ラヴ・ファインズ・ユー』 - When Love Finds You (1994年)
- Souvenirs (1995年)
- 『ハイ・ロンサム・サウンド』 - High Lonesome Sound (1996年)
- The Key (1998年)
- Breath of Heaven: A Christmas Collection (1998年)
- Let's Make Sure We Kiss Goodbye (2000年)
- 'Tis the Season (2000年) ※with オリビア・ニュートン＝ジョン
- Next Big Thing (2003年)
- These Days (2006年)
- Guitar Slinger (2011年)
- 『ベイカーズフィールド』 - Bakersfield (2013年) ※with ポール・フランクリン
- 『ダウン・トゥ・マイ・ラスト・バッド・ハビット』 - Down to My Last Bad Habit (2016年)
- Okie (2019年)

## 主な受賞歴
アカデミー・オブ・カントリーミュージック - ACMアワード
- 1984年、最優秀新人男性ボーカリスト賞
- 1992年、年間楽曲賞 with ジョン・バーロウ・ジャーヴィス - "I Still Believe In You"
- 1992年、最優秀男性ボーカリスト賞
- 1993年、最優秀男性ボーカリスト賞

カントリーミュージック協会 - CMAアワード
- 1990年、年間シングル賞 - "When I Call Your Name"
- 1991年、年間男性ボーカリスト賞
- 1992年、年間男性ボーカリスト賞
- 1992年、年間楽曲賞 with マックス・D・バーンズ - "Look At Us"
- 1993年、年間アルバム賞 - I Still Believe in You
- 1993年、年間男性ボーカリスト賞
- 1993年、年間楽曲賞 with ジョン・バーロウ・ジャーヴィス - "Still Believe in You"
- 1994年、エンターテイナー・オブ・ザ・イヤー(最高賞)
- 1994年、年間男性ボーカリスト賞
- 1995年、年間男性ボーカリスト賞
- 1999年、年間ボーカル・イベント賞 with パティ・ラヴレス - "My Kind of Woman, My Kind of Man"

カントリー・ミュージック殿堂
- 2007年、殿堂入り

グラミー賞 (40回ノミネートされ、20回受賞)
- 1990年、最優秀男性カントリー・ボーカル・パフォーマンス賞 - "When I Call Your Name"
- 1991年、最優秀カントリー・コラボレーション賞ボーカル部門 with リッキー・スキャッグス and スティーヴ・ウォリナー - "Restless"
- 1992年、最優秀カントリー楽曲賞 with ジョン・バーロウ・ジャーヴィス - "I Still Believe in You"
- 1992年、最優秀男性カントリー・ボーカル・パフォーマンス賞 - "I Still Believe in You"
- 1993年、最優秀カントリー・インストゥルメンタル・パフォーマンス賞 with アスリープ・アット・ザ・ホイール、チェット・アトキンス、エルドン・シャンブリン、ジョニー・ギンブル、マーティ・ステュアート、Reuben "Lucky Oceans" Gosfield - "Red Wing"
- 1994年、最優秀男性カントリー・ボーカル・パフォーマンス賞 - "When Love Finds You"
- 1995年、最優秀カントリー楽曲賞 - "Go Rest High on That Mountain"
- 1995年、最優秀男性カントリー・ボーカル・パフォーマンス賞 - "Go Rest High on That Mountain"
- 1996年、最優秀男性カントリー・ボーカル・パフォーマンス賞 - "Worlds Apart"
- 1997年、最優秀カントリー・インストゥルメンタル・パフォーマンス賞 with ランディ・スクラグス - "A Soldier's Joy"
- 1997年、最優秀男性カントリー・ボーカル・パフォーマンス賞 - "Pretty Little Adriana"
- 1998年、最優秀男性カントリー・ボーカル・パフォーマンス賞 - "If You Ever Have Forever In Mind"
- 1999年、最優秀カントリー・インストゥルメンタル・パフォーマンス賞 with トミー・オールサップ、アスリープ・アット・ザ・ホイール、フロイド・ドミノ、ラリー・フランクリン、スティーヴ・ウォリナー - "Bob's Breakdowns"
- 2001年、最優秀カントリー・インストゥルメンタル・パフォーマンス賞 with ジェリー・ダグラス、ゲン・ダンカン、アルバート・リー、スティーヴ・マーティン、レオン・ラッセル、アール・スクラグス、ゲイリー・スクラグス、ランディ・スクラグス、ポール・シェイファー、マーティ・ステュアート - "Foggy Mountain Breakdown"
- 2002年、最優秀男性カントリー・ボーカル・パフォーマンス賞 - "The Next Big Thing"
- 2006年、最優秀男性カントリー・ボーカル・パフォーマンス賞 - "The Reason Why"
- 2007年、最優秀カントリー・アルバム賞 - These Days
- 2008年、最優秀カントリー・インストゥルメンタル・パフォーマンス賞 with ブラッド・ペイズリー、ジェームズ・バートン、ジョン・ジョーゲンソン、アルバート・リー、ブレント・メイソン、レッド・ヴォルカート、スティーヴ・ウォリナー - "Cluster Pluck"

ナッシュビル・ソングライター殿堂
- 2005年、殿堂入り

ハリウッド・ウォーク・オブ・フェーム
- 2012年